# Hallél
Hallél (héberül הַלֵּל dicséret; néha hálél alakban), hat Zsoltár (113.-118.) teljes szövegéből áll, a zsidó imarend része.
A Hallélt általában örömteli alkalmakkor mondják, vagy éneklik, többek közt Pészah, Sávuót és Szukkót ünnepek imarendjének része. A Hallél a széder estének is része. 
Bizonyos ünnepeken, illetve az ünnepi imarend bizonyos részein csak fél Hallélt mondanak. 
A magyarban is használt halleluja szó gyökere azonos a hallél szóéval.